# 瓦西利多尔农村居民点
瓦西利多尔农村居民点（俄语：Васильдольское сельское поселение）是俄罗斯联邦别尔哥罗德州新奥斯科尔区所属的一个农村居民点。其下辖有3个居民点，行政中心为瓦西利多尔。据2016年统计，该农村居民点的人口为843人。